# Грем Гілл
Норман Грем Гілл (англ. Norman Graham Hill), більше відомий як Грем Гілл, (нар. 15 лютого 1929 — пом. 29 листопада 1975) — британський автогонщик, дворазовий чемпіон світу з автоперегонів у класі Формула-1 (1962, 1968) та володар International Trophy британського автоклубу, переможець перегонів на витривалість 24 години Ле-Ману (1972) та гонки 500 миль Індіанаполісу (1966); засновник команди Формули-1 «Embassy Hill».

## Життєпис
Грем Гілл народився 15 лютого 1929 року в Лондоні. Захоплення мотоциклами призвело до травми - перелом стегна, і його ліва нога стала трохи коротшою правої. У 16 років Грем пішов заробляти гроші. Закінчивши технічний коледж, він влаштувався автомеханіком в відому фірму «Сміт і син». 
У 1950 році він пішов на службу в Королівський військово-морський флот Великої Британії. Вільний час Грем Гілл проводив на змаганнях в Лондонському гребному клубі. Там він зустрів свою майбутню дружину, Бетті. І саме веслування, точніше перемога у Великому командному кубку в Генлі, дозволила 24-річному Грему Гіллу купити перший у своєму житті автомобіль. Для майбутнього пілота «Формули-1» Грем Гілл незвично пізно сів за кермо.

### Початок кар'єри
У 1953 році Грем Гілл пішов до автогоночної школи в Брендс-Гетч поблизу Лондона. Після закінчення навчання Гілл залишився працювати в автошколі.У квітні 1954 року Гілл зайняв четверте місце на етапі національного чемпіонату формули «Юніор». Цей успіх дозволив Гіллу стати головним інструктором в автошколі. Але через розбіжності з керівництвом автошколи, він незабаром звідти пішов. Місце інструктора давало постійний заробіток, а тепер він знову ледь зводив кінці з кінцями.
Грем Гілл знайомиться з Коліном Чепменом, котрий запросив працювати його на своєму підприємстві «Lotus Cars». Два роки Гілл працює механіком у «Лотосі». Наприкінці 1955 року Колін Чепмен запропонував Гіллу спробувати свої сили за кермом «Лотоса». На превеликий свій подив Грем раптом зрозумів, що він непоганий водій, і вирішив роботу механіка поєднувати з професією автогонщика. Гілл став особистим механіком Кліффа Еллісона, першого номера команди «Лотос». В кінці 1957 року він здобув свою першу перемогу в Різдвяному кубку в Брендс-Гетч.
Дебютував Грем Гілл у чемпіонаті світу 18 травня 1958 року в Монте-Карло. Стартувавши з п'ятнадцятої позиції, він протримався лише до сімдесятого кола — підвела коробка передач. До кінця чемпіонату він не набрав жодного очка, зійшовши з траси в семи гонках з одинадцяти. Невдачі переслідували Гілла і в наступному сезоні — пожежа в Монако, пробитий каменем радіатор у Франції, поломка коробки передач на берлінському АФУСі.
Після цього шляхи Грема і «Лотуса» розходяться - в наступному сезоні він виступає за команду «Owen Racing Organisation», на автомобілі BRM. Але пілоти цієї команди лише тричі добиралися до фінішу. Хоча Грему вдалося добути бронзу на Гран-прі в Нідерландах, а у Сільверстоуні він навіть лідирував і встановив рекорд кола. Наступного сезону великих успіхів також не вдалося домогтися. Альфред Оуен, власник «стайні», був не в захваті від таких результатів. У 1961 році він змінив головного конструктора і поставив перед командою ультиматум: перемога в Гран-прі або ліквідація команди.
Результат виявився вражаючим. З абсолютно новим автомобілем «Р61» Гілл, у 1962 він переміг на Гран-прі в Голландії, Німеччині, Італії та Південній Африці, вигравши титул Чемпіона світу, який він повністю заслужив. Вперше в Ф1 першенствував англієць з англійської команди на автомобілі, сконструйованому і побудованому у Великій Британії.
Сезон 1966 року в актив Грему не можна записати, але в тому році він домігся іншого видатного результату — йому вдалося виграти в гонці Індіанаполіс 500, куди його запросив Джон Меком. Погіршення результатів в королівському класі не влаштовували Грема, і він вирішив повернутися в команду, де починалася його кар'єра - в «Лотус». У 1967 році він взяв лише 15 очок, але наступний рік затьмарив це розчарування.
У 1968 році в першій гонці сезону Грем був другим після Джима Кларка. Це лише підкреслило перевагу «Лотуса» - вони були беззаперечними фаворитами. Але в квітні - шотландець Джим Кларк загинув і перший номер команди дістався Гіллу. Грем став дворазовим чемпіоном світу.
Грему Гіллу 1969 рік приніс п'яту перемогу в Монте-Карло і страшну аварію на Гран-прі США в Воткінс-Глен. Механік не закрутив гайку на колесі під час зупинки в боксах, «Лотос» втратив керування, а Грем вилетів з боліда. Переломи ніг, ребер, множинні забої — ніхто не сподівався, що екс-чемпіон зможе повернутися в автоперегони. Грем через п'ять місяців повернувся, проте на належний рівень підготовки він так і не зміг вийти. Цьому посприяли не тільки отримані травми, а й вік пілота - йому було вже 40 років. Але Гілл продовжив виступати, перейшовши в «Бребхем» вигравши в 1972 році Ле-Ман і вписавши своє ім'я в історію автоспорту.

## Смерть
Наприкінці 1972 року Гілла з команди «Бребхем» звільнив сам Берні Екклстоун. Тоді Гілл створив свою команду і 13 січня 1974 року в Гран-прі Аргентини дебютувала нова команда «Формули 1» «Embassy Hill Racing» , створена Гіллом на тютюнові гроші «Embassyі». Перші кроки команди були вдалими — вдалося набрати перші очки, з'явився перспективний пілот - Тоні Брайз. Проте все закінчилось 29 листопада 1975 року. Команда провела тестову сесію для нової машини на знаменитій трасі Поль Рікар і всім складом вилетіла з Марселя в Лондон шестимісним літаком «Пайпер Ацтек». Над столицею Англії стояла звична погода - густий туман. Через нестачу палива Гілл змушений був піти на екстрену посадку. Чи то Гілл сам невірно розрахував траєкторію, то чи це був потужний порив вітру, але літак різко кинуло вбік - прямо на верхівки дерев. Зачепившись за них крилом, «Пайпер Ацтек» втратив керування і звалився на землю. Жахливим ударом розірвало паливний бак. Бригада рятувальників виявила на місці трагедії обгорілі рештки шести осіб.  